# Cuesta Blanca (samhälle)
Cuesta Blanca är ett samhälle i Argentina.   Det ligger i provinsen Córdoba, i den centrala delen av landet, 700 km nordväst om huvudstaden Buenos Aires. Cuesta Blanca ligger 1 500 meter över havet och antalet invånare är 3 200.
Terrängen runt Cuesta Blanca är huvudsakligen kuperad, men den allra närmaste omgivningen är platt. Cuesta Blanca ligger uppe på en höjd. Närmaste större samhälle är Villa Carlos Paz, 9,8 km nordost om Cuesta Blanca.
Trakten runt Cuesta Blanca består i huvudsak av gräsmarker. Runt Cuesta Blanca är det ganska tätbefolkat, med 56 invånare per kvadratkilometer.